# Lev Trotski
Lev Trotski (rus: Лев Давидович Троцкий)  (Bereslavka, 26 d'octubre de 1879 (Julià) - Coyoacán, 21 d'agost de 1940), més conegut com a Lev Trotski (transliterat també com a Lev Trockij, Trotskii, Trotsky, Trotskij o Trotzky) fou un revolucionari marxista soviètic. Fou una de les figures més destacades de la Revolució russa del 1917, i més tard va ser expulsat de la Unió Soviètica. Finalment es va exiliar a Mèxic on va morir assassinat per Ramon Mercader, un agent de la NKVD.

## Primers passos
Lev Trotski va ser el cinquè fill d'una parella de petits terratinents jueus de classe mitjana a Iànovka, Ucraïna, Imperi Rus (avui Bereslavka, a la província de Kirovohrad, d'Ucraïna Central). La llengua que es parlava a casa no era el yiddish sino una barreja de rus i ucraïnès (conegut com a súrjik). Dels vuit fills de la parella només quatre van aconseguir l'edat adulta; els altres van morir d'escarlatina o diftèria. Encara que jueus, els seus pares David i Anna, no eren massa religiosos ni seguien estrictament les tradicions jueves; el pare es declarava ateu. Només quan els nens eren encara petits i la família més pobra, aquesta acudia a una sinagoga propera a celebrar les festivitats jueves festivitats hebrees.
Quan Trotsky tenia vuit anys, el seu pare el va enviar a Odessa per ser educat. Es va inscriure en una escola luterana de llengua alemanya ("Realschule zum Heiligen Paulus" o escola de la catedral luterana de St. Pauls, una escola d'alemanys del Mar Negre que també admetia estudiants d'altres religions i procedències) que es va russificar durant els seus anys a Odessa com a resultat de la política de russificació del govern imperial.

## Activitat revolucionària i empresonament

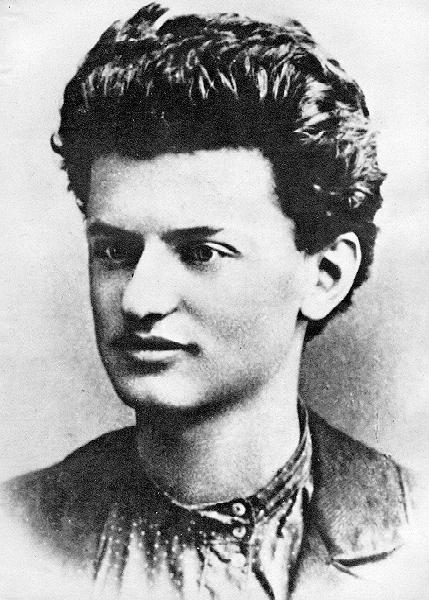
Lev Davidovich Bronstein, 1897

Trotski es va involucrar en activitats revolucionàries el 1896 després de traslladar-se a la ciutat portuària de Nikolayev a la costa ucraïnesa del mar Negre. Al principi un naródnik (socialista agrari populista revolucionari), inicialment es va oposar al marxisme, però més tard aquell any va ser conquistat pel marxisme per la seva futura primera esposa, Aleksandra Sokolóvskaia.
En lloc de cursar una llicenciatura en matemàtiques a la Universitat d'Odessa, Trotski va ajudar a organitzar Lliga Obrera del Sud de Rússia a Nikolayev a principis de 1897. Utilitzant el nom " Lvov", va escriure i va imprimir fullets i proclames, va distribuir pamflets revolucionaris i va popularitzar les idees socialistes entre els treballadors industrials i els estudiants revolucionaris.
El gener de 1898, més de 200 membres del sindicat, inclòs Trotski, van ser arrestats. Va ser detingut durant els dos anys següents a la presó a l'espera del judici, primer a Nikolayev, després a Kherson, després a Odessa i finalment a Moscou. A la presó de Moscou, va entrar en contacte amb altres revolucionaris, va sentir parlar de Lenin i va llegir el llibre de Lenin, Развитие капитализма в России (El Desenvolupament del capitalisme a Rússia). Dos mesos després del seu empresonament, de l'1 al 3 de març de 1898, el primer Congrés del recentment format Partit Laborista Socialdemòcrata Rus (RSDLP) es va celebrar. A partir de llavors Trotski es va identificar com a membre del partit.

## Primer matrimoni i exili
Mentre estava a la presó de Moscou, l'estiu de 1899, Trotski es va casar amb Aleksandra Sokolovskaya (1872–1938), una companya marxista. La cerimònia del casament va ser realitzada per un capellà jueu.
El 1900, va ser condemnat a quatre anys d'exili a Sibèria. A causa del seu matrimoni, Trotski i la seva dona van poder ser exiliats al mateix lloc de Sibèria, a Ust-Kut i al Verkholensk a la regió del llac Baikal de Sibèria. Van tenir dues filles, Zinaida (1901–1933) i Nina (1902–1928), ambdues nascudes a Sibèria.
A Sibèria, Trotski va estudiar filosofia. Va prendre consciència de les diferències dins del partit, que havia estat delmat per les detencions de 1898 i 1899. Alguns socialdemòcrates coneguts a la fraseologia leninista com a "economistes" argumentaven que el partit s'hauria de centrar a ajudar els treballadors industrials a millorar la seva vida i no tant en canviar el govern. Creien que les reformes socials sorgirien de la lluita dels treballadors per un salari més alt i millors condicions de treball. Altres argumentaven que enderrocar la monarquia era més important i que un partit revolucionari ben organitzat i disciplinat era essencial. Aquesta darrera posició va ser expressada pel diari londinenc Iskra (L'espurna), que es va fundar el 1900. Trotski ràpidament es va posar del costat de la posició Iskra i va començar a escriure per al diari.
L'estiu de 1902, a instàncies de la seva dona, Aleksandra, Trotski va escapar de Sibèria amagat en una càrrega de fenc en un vagó. Aleksandra més tard va escapar de Sibèria amb les seves filles. Les dues filles es van casar i Zinaida va tenir fills, però les filles van morir abans que els seus pares. Nina Nevelson va morir de tuberculosi el 1928, atesa en els seus últims mesos per la seva germana gran. Zinaida Volkova va seguir al seu pare a l'exili a Berlín, prenent el seu fill del seu segon matrimoni però deixant una filla a Rússia. Patint també de tuberculosi i depressió, Zinaida es va suïcidar el 1933. Aleksandra va desaparèixer el 1935 durant la Gran Purga a la Unió Soviètica sota el govern de Stalin i va ser assassinada per les forces soviètiques tres anys més tard.

## Primera emigració i segon matrimoni
Fins a aquest moment de la seva vida, Trotski havia utilitzat el seu nom de naixement: Lev Bronstein. Va canviar el seu cognom per "Trotski", nom que utilitzaria per a la resta de la seva vida. Es diu que va adoptar el nom d'un carceller de la presó d'Odessa on havia estat detingut abans. Aquest es va convertir en el seu pseudònim revolucionari principal. Després de la seva fugida de Sibèria, Trotski es va traslladar a Londres, unint-se a Georgi Plekhanov, Vladimir Lenin, Julius Martov i altres editors d'Iskra. Amb el seu nom de ploma Pero ("ploma" o "bolígraf"), Trotski es va convertir aviat en un dels principals escriptors del diari.
A finals de 1902, Trotski va conèixer Natàlia Sedova (1882–1962), que aviat es va convertir en la seva companya. El mateix any va trencar el seu matrimoni amb Aleksandra i es va casar amb Natàlia l'any 1903. Ella va estar amb ell fins a la seva mort. Van tenir dos fills junts, Lev Sedov (1906–1938) i Sergei Sedov (1908–1937), tots dos van morir abans dels seus pares. Pel que fa als cognoms dels seus fills, Trotski va explicar més tard que després de la revolució de 1917:
| « | (anglès) In order not to oblige my sons to change their name, I, for "citizenship" requirements, took on the name of my wife. | (català) Per no obligar els meus fills a canviar el seu nom, jo, per requisits de "ciutadania", vaig agafar el nom de la meva dona. | » |

Trotski mai va utilitzar el nom "Sedov" ni en privat ni en públic. Natalia Sedova de vegades signava el seu nom "Sedova-Trotskaya".

## Separació de Lenin
Mentrestant, després d'un període de repressió policial secreta i confusió interna que va seguir el primer Congrés del Partit Obrer Socialdemòcrata Rus el 1898, Iskra va aconseguir convocant el segon congrés del partit a Londres l'agost de 1903. Trotski i altres editors d'Iskra hi van assistir. El primer congrés va anar com estava previst, amb els partidaris d'Iskra derrotant amb facilitat els pocs delegats "economistes". Aleshores, el congrés va discutir la posició del Bund Jueu, que havia cofundat el Partit Laborista Socialdemòcrata Rus (RSDLP) el 1898 però volia romandre autònom dins del partit.
Durant aquesta època, no arriba a emmarcar-se en cap dels dos corrents dins del partit: les faccions bolxevic i la menxevic.
Malgrat les seues discrepàncies amb Lenin, com ara la concepció autoritària del partit, va col·laborar amb ell i va intentar reconciliar la facció que dirigia (els bolxevics) amb la facció rival de la socialdemocràcia russa (els menxevics). Va tornar a Rússia per a participar en la Revolució del 1905, en la qual va organitzar el primer soviet o consell revolucionari. En fracassar la revolució, va ser deportat una altra vegada a Sibèria i novament en va escapar (1906).
En el segon congrés del POSDR, realitzat a Londres el 1903, Trotski va coincidir en la primera part amb Lenin, però en les qüestions centrals que van delimitar els camps entre els marxistes revolucionaris encapçalats per Lenin i els reformistes, el programa i els estatuts, Trotski es va alinear amb els menxevics, qualificant Lenin com el "cap de l'ala reaccionària del Partit" i desorganitzador del POSDR. Tanmateix, no va establir vincles forts amb la facció menxevic.

## Revolució de 1905, judici i segona emigració
El malestar i l'agitació contra el govern rus van arribar al seu punt culminant a Sant Petersburg el 3 de gener de 1905 (calendari julià), quan va esclatar una vaga a la fàbrica Putilov de la ciutat. Aquesta vaga única es va convertir en una vaga general, i el 7 de gener de 1905, hi havia 140.000 vaguistes a Sant Petersburg. El diumenge 9 de gener de 1905, el pare Georgi Gapon va dirigir conscientment una processó de radicals barrejats amb grups més grans de ciutadans treballadors corrents pels carrers fins al Palau d'Hivern per suplicar suposadament al tsar menjar i ajuda dels govern. Segons el mateix Gapon, va conduir la gent a un guàrdia del palau que ja estava a la defensiva a causa de la multitud que instigava la violència contra ells. Finalment, van disparar contra la manifestació, i va provocar la mort d'un nombre desconegut de radicals violents, manifestants pacífics i policies atrapats dins del cos a cos. Encara que el diumenge 9 de gener de 1905 es va conèixer com a Diumenge Sagnant, la pròpia biografia de Gapon apunta a una conspiració. Això va ser confirmat més tard pels registres de la policia russa que enumeraven el nombre de radicals militants coneguts trobats entre els morts.

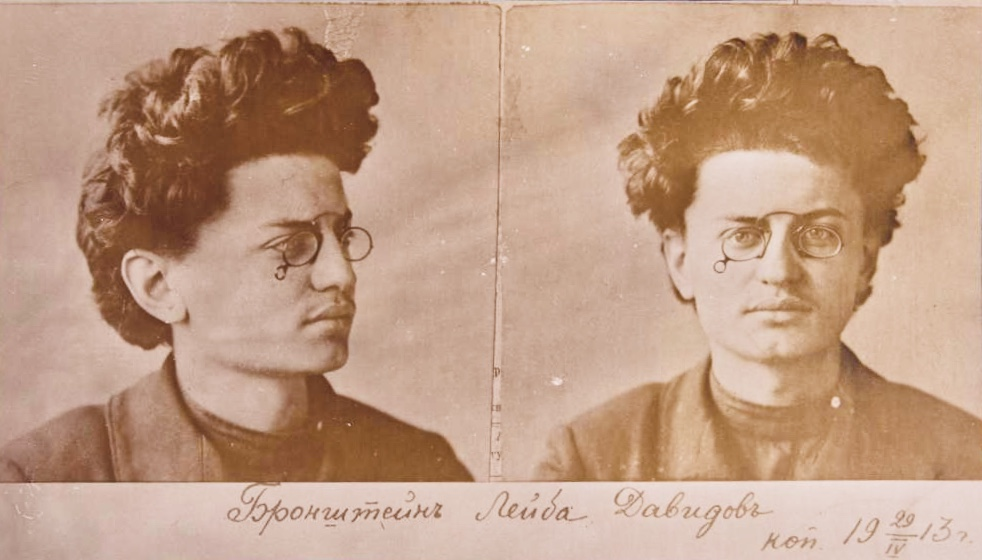
Imatges policials de Trotski el 1905 després que membres soviètics fossin arrestats durant una reunió a l'edifici de la Societat Econòmica Lliure.

Apartat dels principals dirigents de la socialdemocràcia, i després dels esdeveniments del Diumenge Sagnant, Trotski va tornar en secret a Rússia el febrer de 1905, a través de Kíev. Al principi va escriure fulletons per a una impremta subterrània a Kíev, però aviat es va traslladar a la capital, Sant Petersburg. Allà va treballar amb els dos bolxevics, com el Comitè Central membre Leonid Krasin, i el comitè menxevic local, que va impulsar en una direcció més radical. Aquests últims, però, van ser traïts per un agent de la policia secreta al maig, i Trotski va haver de fugir al Finlàndia rural. Allà va treballar per concretar la seva teoria de la revolució permanent.
El 19 de setembre de 1905, els tipografis de la impremta d'Ivan Sytin a Moscou van fer vaga per reduir la jornada laboral i un salari més alt. Al vespre del 24 de setembre, els treballadors d'altres 50 impremtes de Moscou també estaven en vaga. El 2 d'octubre de 1905, els tipògrafs de les impremtes de Sant Petersburg van decidir fer vaga en suport dels vaguistes de Moscou. El 7 d'octubre de 1905, els treballadors del ferrocarril de Moscou-Kazan van fer vaga. Enmig de la confusió resultant, Trotski va tornar de Finlàndia a Sant Petersburg el 15 d'octubre de 1905. Aquell dia, Trotski va parlar davant el Consell Soviètic de Diputats Obrers de Sant Petersburg, que es reunia a l'Institut Tecnològic de la ciutat. També hi van assistir unes 200.000 persones amuntegades per escoltar els discursos, aproximadament la meitat dels treballadors de Sant Petersburg.
Després del seu retorn, Trotski i Alexander Parvus es van fer càrrec del diari Russian Gazette, augmentant-ne la tirada a 500.000 exemplars. Trotski també va cofundar, juntament amb Parvus i Julius Martov i altres menxevics, "Nachalo" ("El començament"), que també va ser un diari de gran èxit en l'ambient revolucionari de Sant Petersburg el 1905.
Just abans del retorn de Trotski, els menxevics havien tingut de manera independent la mateixa idea que Trotski: una organització revolucionària electa sense partit que representés els treballadors de la capital, el primer Soviet ("Consell") de Treballadors. En el moment de l'arribada de Trotski, el Soviet de Sant Petersburg ja funcionava, encapçalat per Khrustalyev-Nosar (àlies Pyotr Khrustalyov). Khrustalyev-Nosar havia estat una figura de compromís quan va ser elegit com a cap del Soviet de Sant Petersburg. Va ser un advocat que es va situar per sobre de les faccions polítiques contingudes al Soviet. Tanmateix, des de la seva elecció, va demostrar ser molt popular entre els obrers malgrat l'oposició original dels bolxevics a ell. Khrustalev-Nosar es va fer famós en la seva posició com a portaveu del Soviet de Sant Petersburg. Trotski es va unir al soviet amb el nom de "Yanovsky" (pel poble on va néixer, Yanovka) i va ser elegit vicepresident. Va fer gran part del treball real al Soviet i, després de la detenció de Khrustalev-Nosar el 26 de novembre de 1905, va ser elegit el seu president.
El 3 de desembre de 1905, el soviet va ser envoltat per tropes lleials al govern i els diputats van ser arrestats. Trotski i altres líders soviètics van ser jutjats el 1906 acusats de donar suport a una rebel·lió armada. El 4 d'octubre de 1906 va ser condemnat a l'exili intern a Sibèria. Durant aquesta època, escriu dues de les seues obres: 1905 i Resultats i perspectives.
Mentre es dirigia a l'exili a Obdorsk, Sibèria, el gener de 1907, Trotski es va escapar a Berezov i una vegada més va tornar a Londres. Va assistir al 5è Congrés del RSDLP. A l'octubre, es va traslladar a Viena, Àustria-Hongria. Durant els següents set anys, va participar sovint en les activitats del Partit Socialdemòcrata d'Àustria i, ocasionalment, del Partit Socialdemòcrata Alemany.

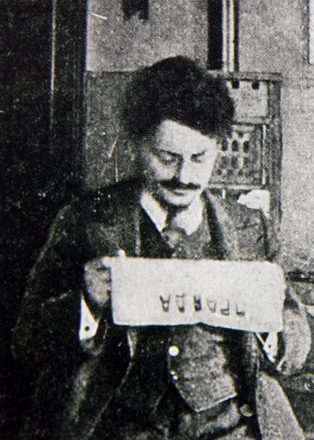
Trotsky llegint Pravda a Viena, c. 1910

L'octubre de 1908 se li va demanar que s'incorporés a l'equip editorial de Pravda ("La Veritat"), un diari socialdemòcrata bisetmanal en llengua russa per als treballadors russos, que va coeditar amb Adolph Joffe i Matvey Skobelev. Era introduït de contraban a Rússia. El diari va aparèixer de manera molt irregular; només es van publicar cinc números el primer any. Evitant la política de faccions, el diari resultava popular entre els treballadors industrials russos. Tant els bolxevics com els menxevics es van dividir diverses vegades després del fracàs de la revolució de 1905-1907. Els diners eren molt escassos per a la publicació de Pravda. Trotski va buscar suport finances del Comitè Central Rus per al diari durant tot el 1909.
Una majoria de bolxevics van controlar el Comitè Central el 1910. Lenin va acceptar el finançament de "Pravda", però va exigir que un bolxevic fos nomenat coeditor del diari. Quan diverses faccions bolxevics i menxevics van intentar unir-se a la reunió del Comitè Central del RSDLP de gener de 1910 a París sobre les objeccions de Lenin, La Pravda de Trotski es va convertir en un 'òrgan central' finançat pel partit. Lev Kamenev, cunyat de Trotski, va ser afegit al consell editorial dels bolxevics, però els intents d'unificació van fracassar l'agost de 1910. Kamenev va dimitir del consell enmig de recriminacions mútues. Trotski va continuar publicant Pravda durant dos anys més fins que finalment es va tancar l'abril de 1912.
Els bolxevics van crear un nou diari orientat als treballadors a Sant Petersburg el 22 d'abril de 1912 i també el van anomenar Pravda. Trotski va estar tan molest pel que va veure com una usurpació del nom del seu diari que l'abril de 1913 va escriure una carta a Níkoloz Txkheïdze, un líder menxevic, denunciant amargament Lenin i els bolxevics. Tot i que ràpidament va superar el desacord, el missatge va ser interceptat per la policia secreta russa, i una còpia es va posar als seus arxius. Poc després de la mort de Lenin el 1924, la carta va ser trobada i publicitada pels oponents de Trotski dins del Partit Comunista per retratar-lo com a enemic de Lenin.
La dècada de 1910 va ser un període d'augment de la tensió dins del RSDLP, que va provocar nombroses friccions entre Trotski, els bolxevics i els menxevics. El desacord més greu que Trotski i els menxevics van tenir amb Lenin en aquell moment va ser sobre el tema de les «expropiacions», és a dir, robatoris a mà armada de bancs i altres empreses per part de grups bolxevics per aconseguir diners per al Partit. Aquestes accions havien estat prohibides pel 5è Congrés, però van ser continuades pels bolxevics.

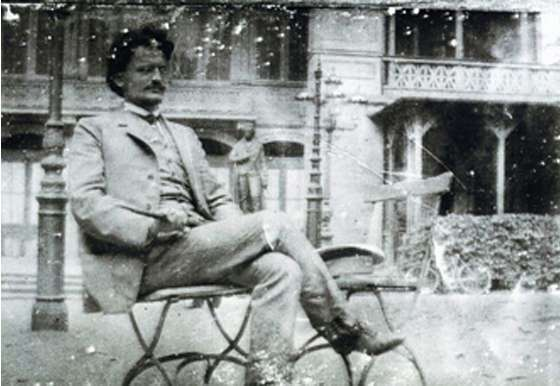
Trotsky a Viena

El gener de 1912, la majoria de la facció bolxevic, liderada per Lenin, així com uns quants menxevics desertors, van celebrar una conferència a Praga i van decidir trencar amb el Partit Obrer Socialdemòcrata Rus, i van formar un nou partit, el Partit Obrer Socialdemòcrata Rus (bolxevics). Com a resposta, Trotski va organitzar una conferència d'«unificació» de faccions socialdemòcrates a Viena l'agost de 1912 (també conegut com Aliança d'agost) i va intentar reunir els bolxevics i els menxevics en un sol partit, oposant-se fèrriament a l'organització d'un partit fermament centralitzat. Va ser el que ell mateix va anomenar «una aliança d'elements heterogenis contra l'ala proletària del partit». En general, l'intent no va tenir èxit.
A Viena, Trotski va publicar contínuament articles a diaris radicals russos i ucraïnesos, com ara Kievskaya Mysl, sota una varietat de pseudònims, sovint utilitzant "Antid Oto". El setembre de 1912, Kievskaya Mysl el va enviar als Balcans com a corresponsal de guerra, on va cobrir les dues Guerres Balcàniques durant l'any següent. Mentre estava allà, Trotski va fer una crònica de la neteja ètnica duta a terme per l'exèrcit serbi contra la població civil albanesa. Es va convertir en un amic íntim de Christian Rakovsky, més tard un destacat polític soviètic i aliat de Trotski al Partit Comunista Soviètic. El 3 d'agost de 1914, a l'esclat de la Primera Guerra Mundial, en què Àustria-Hongria va lluitar contra l'Imperi Rus, Trotski es va veure obligat a fugir de Viena cap a la neutral Suïssa per evitar l'arrest com a emigrat rus.
Com a corresponsal de guerra del Kievskaya Mysl, Trotski es va traslladar a França el 19 de novembre de 1914. El gener de 1915 a París, va començar a editar (al principi amb Martov, que aviat va dimitir quan el diari es va passar a l'esquerra)  Nashe Slovo ("La nostra Paraula"), un diari socialista internacionalista. Va adoptar la consigna de «pau sense indemnitzacions ni annexions, pau sense vencedors ni vençuts». Lenin va defensar la derrota de Rússia a la guerra i va exigir una ruptura completa amb la Segona Internacional.
Trotski va assistir a la Conferència de Zimmerwald dels socialistes contra la guerra el setembre de 1915 i va defensar un camí del mig entre els que, com Martov, es mantenien dins de la Segona Internacional a qualsevol preu i els que, com Lenin, trencaven amb la Segona Internacional i formaven una Tercera Internacional. La conferència va adoptar la línia mitjana proposada per Trotski. Al principi en oposició, Lenin va votar al final a favor de la resolució de Trotski per evitar una escissió entre els socialistes contraris a la guerra.
El setembre de 1916, Trotski va ser deportat de França a Espanya per les seves activitats contra la guerra. Les autoritats espanyoles no el van voler i el van deportar als Estats Units el 25 de desembre de 1916. Va arribar a la ciutat de Nova York el 13 de gener de 1917. Va romandre durant gairebé tres mesos al número 1522 de Vyse Avenue al Bronx. A Nova York va escriure articles per al diari socialista local Novy Mir i el diari en llengua yiddish, The Jewish Daily Forward. També va fer discursos als emigrats russos.
Trotski vivia a la ciutat de Nova York quan la Revolució de Febrer de 1917 va portar a l'abdicació del tsar Nicolau II. Va sortir de Nova York el 27 de març de 1917, però el seu vaixell, l'SS Kristianiafjord, va ser interceptat pels oficials de la Royal Navy al Canadà a Halifax. Va ser detingut durant un mes al camp d'internament d'Amherst a Nova Escòcia. Mentre estava empresonat al camp, Trotski va establir una amistat creixent amb els treballadors i mariners entre els seus companys de reclusió, descrivint el seu mes al camp com «una reunió massiva contínua».

## Després de la Revolució d'octubre del 1917

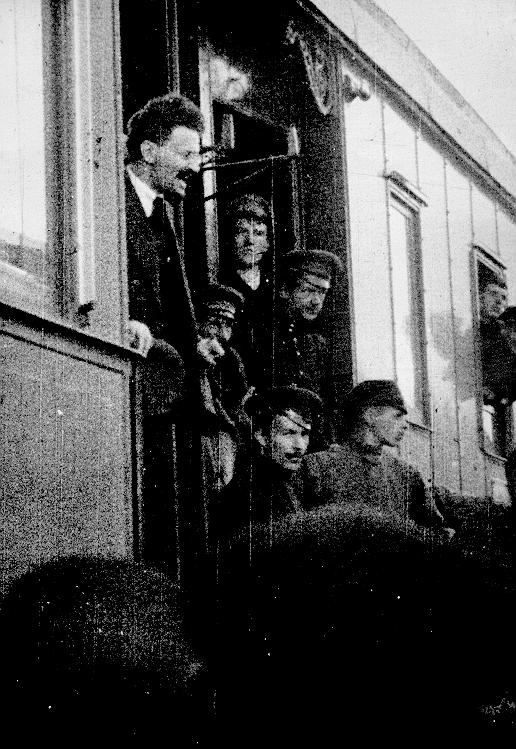
Trotsky arrivant a Petrograd per tren el maig de 1917

Va arribar a Rússia el 17 de maig de 1917. Després del seu retorn, Trockij va acceptar substancialment la posició bolxevic, però no s'hi va unir immediatament. Els socialdemòcrates russos es van dividir en almenys sis grups, i els bolxevics estaven esperant que el següent Congrés del partit determinés amb quines faccions s'havien de fusionar. Abandonant la seva trajectòria anterior de socialista independent (en relació amb els menxevics), entrà al Partit Bolxevic i va ser elegit president del Soviet de Petrograd. Al Primer Congrés dels Soviets al juny, va ser elegit membre del primer Comitè Executiu Central de Totes les Rússies ("VTsIK") de la facció Mezhraiontsy.
Després d'un aixecament pro-bolxevic infructuós a Petrograd, Trotski va ser arrestat el 7 d'agost de 1917. Va ser alliberat 40 dies després després de l'aixecament contrarevolucionari fallit de Lavr Kornilov. Després que els bolxevics aconseguissin la majoria al Soviet de Petrograd, Trotski va ser elegit president el 8 d'octubre (O.S. 25 de setembre) de 1917. Va fer costat a Lenin contra Grigori Zinoviev i Lev Kamenev quan el Comitè Central Bolxevic va discutir l'organització d'un aixecament armat, i va dirigir els esforços per enderrocar el Govern Provisional Rus encapçalat pel socialista Aleksandr Kerensky.
Exercí un paper central en la conquesta del poder per Lenin: va ser el principal responsable de la presa del Palau d'Hivern pels bolxevics, que va instaurar el govern socialista a Rússia (Revolució d'octubre del 1917).
Encara que Lenin va ocupar la cúspide del poder, Trotski va exercir un paper important en el govern soviètic fins a la mort d'aquell. Com a primer comissari d'Afers Estrangers de la Rússia bolxevic (1917-1918), va negociar amb els alemanys el tractat de Brest-Litovsk, que va retirar el país de la Primera Guerra Mundial per a respondre als desitjos de pau de les masses i concentrar-se en la consolidació de la revolució. Després va ser comissari de Guerra (1918-1925), càrrec des del qual va organitzar l'Exèrcit Roig en condicions molt difícils i va derrotar en una llarga guerra civil els exèrcits blancs (contrarevolucionaris) i els seus aliats occidentals (1918-1920).

## Oposició d'esquerra

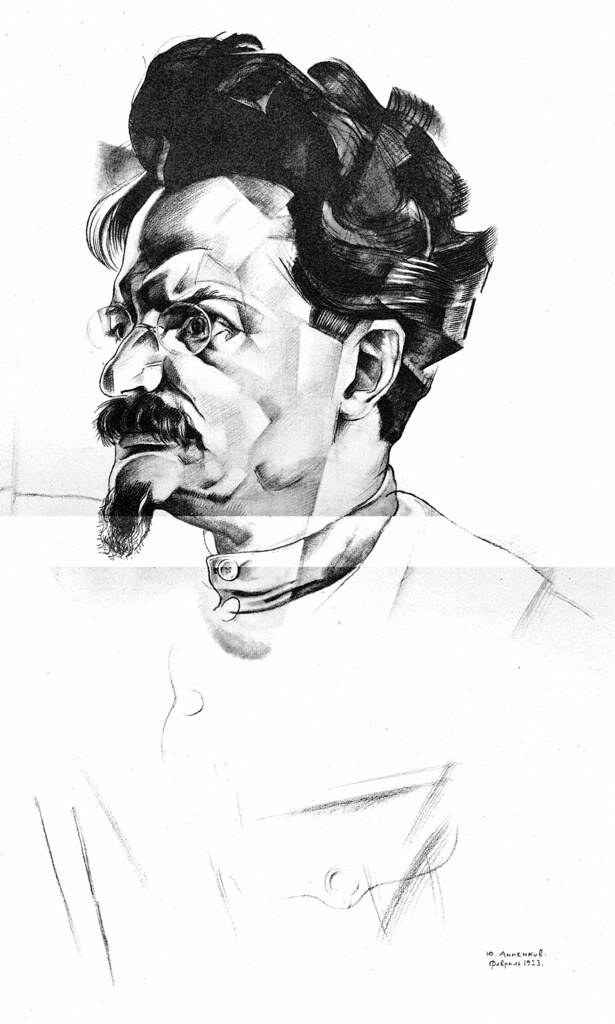
Trotsky en un retrat cubista de 1922 per Yury Annenkov – una versió de la qual va aparèixer en una de les primeres portades de la revista Time.

A partir de mitjans de 1923, l'economia soviètica es va trobar amb importants dificultats, que van provocar nombroses vagues a tot el país. Dos grups secrets dins del Partit Comunista, "Veritat dels Treballadors" i "Grup de Treballadors", van ser descoberts i suprimits per la policia secreta soviètica. El 8 d'octubre de 1923 Trotski va enviar una carta al Comitè Central i a la Comissió de Control Central, atribuint aquestes dificultats a la manca de democràcia intrapartidista. Trotsky va escriure:
| « | In the fiercest moment of War Communism, the system of appointment within the party did not have one tenth of the extent that it has now. Appointment of the secretaries of provincial committees is now the rule. That creates for the secretary a position essentially independent of the local organization. […] The bureaucratization of the party apparatus has developed to unheard-of proportions by means of the method of secretarial selection. […] There has been created a very broad stratum of party workers, entering into the apparatus of the government of the party, who completely renounce their own party opinion, alt least the open expression of it, as though assuming that the secretarial hierarchy is the apparatus which creates party opinion and party decisions. Beneath this stratum, abstaining from their own opinions, there lies the broad mass of the party, before whom every decision stands in the form of a summons or a command. | (català) En el moment més ferotge del comunisme de guerra, el sistema de nomenaments dins del partit no tenia una dècima part del que té ara. El nomenament dels secretaris dels comitès provincials és ara la norma. Això crea per al secretari un càrrec essencialment independent de l'organització local. […] La burocratització de l'aparell del partit s'ha desenvolupat a proporcions inaudites mitjançant el mètode de selecció de secretaria. […] S'ha creat un estrat molt ampli de treballadors del partit, entrant en l'aparell del govern del partit, que renuncien completament a la seva pròpia opinió de partit, si més no a l'expressió oberta d'aquesta, com assumint que la jerarquia del secretari és l'aparell que crea l'opinió i les decisions del partit. Sota aquest estrat, abstenint-se de les seves pròpies opinions, hi ha l'àmplia massa del partit, davant del qual tota decisió es troba en forma de citació o d'ordre. | » |

Altres comunistes d'alt nivell que tenien preocupacions similars van enviar La Declaració del 46 al Comitè Central el 15 d'octubre. Tot i que aquestes cartes van romandre secretes en aquell moment, van tenir un efecte significatiu en la direcció del Partit i van provocar una retirada parcial de la troika i els seus partidaris sobre la qüestió de la democràcia intrapartidista, especialment en l'article Pravda de Zinoviev publicat el 7 de novembre. Durant tot el novembre, la troika va intentar arribar a un compromís per aplacar, o almenys neutralitzar temporalment, Trotski i els seus partidaris. (La seva tasca es va fer més fàcil pel fet que Trotski estava malalt al novembre i desembre.) El primer esborrany de la resolució va ser rebutjat per Trotski, la qual cosa va portar a la formació d'un grup especial format per Stalin, Trotski i Kamenev, que va ser encarregat de la redacció d'un compromís mútuament acceptable. El 5 de desembre, el Politburó i la Comissió Central de Control van adoptar per unanimitat el projecte definitiu del grup com a resolució. El 8 de desembre, Trotski va publicar una carta oberta, en la qual exposava les idees de la resolució aprovada recentment. La troika va utilitzar la seva carta com a excusa per llançar una campanya contra Trotski, acusant-lo de faccionalisme, posant «la joventut contra la generació fonamental dels vells bolxevics revolucionaris». i altres pecats.
Trotsky va defensar la seva posició en una sèrie de set cartes que es van recollir com a "El nou curs" el gener de 1924. La il·lusió d'un «lideratge bolxevic monolític» es va trencar així i es va produir una viva discussió intrapartidista, tant a les organitzacions locals del partit com a les pàgines de Pravda. La discussió va durar la major part de desembre i gener fins a la XIIIa Conferència del Partit del 16 al 18 de gener de 1924. Aquells que s'oposaven a la posició del Comitè Central en el debat van ser anomenats membres de l'Oposició d'Esquerra. El 1924, en una sèrie de conferències a la Universitat de Sverdlov; Stalin va citar diverses vegades, de manera crítica, «els permanents», com els seguidors de la «Revolució permanent» de Trotski.
Com que la troika controlava l'aparell del Partit a través del Secretariat de Stalin i Pravda a través del seu editor Bukharin, va poder dirigir la discussió i el procés de selecció de delegats. Encara que la posició de Trotski prevalgué dins de l'Exèrcit Roig i les universitats de Moscou i va rebre aproximadament la meitat dels vots a l'organització del Partit de Moscou, va ser derrotada en altres llocs i la Conferència va estar plena de delegats pro-troika. Al final, només tres delegats van votar a favor de la posició de Trotski, i la Conferència va denunciar el «trotskisme» com una «desviació petita burgesa».

## Exili
Membre principal del Politburó després de Lenin, recolzaria aquest en les seues principals innovacions fins que una apoplexia va obligar Lenin a apartar-se de la política. En oposició a Trotski, es van unir Grigori Zinóviev, Lev Kàmenev i Stalin. Aquest agrupament, una vegada que va aconseguir apoderar-se de la direcció del Partit, va acusar Trotski de cometre serioses violacions en la disciplina del partit i la línia marxista-leninista amb l'objectiu de debilitar les seues organitzacions. En conseqüència, Trotski és primer destituït com a comissari de Guerra, després apartat de la direcció del partit i posteriorment expulsat d'aquest. Més tard, seria deportat al Kazakhstan (Àsia central) i finalment expulsat de l'URSS el 1929.
Des de llavors, els ideòlegs oficials del PCUS, basant-se en escrits de crítica fets per Lenin a Trotski, van encarregar-se de revisar la figura de Trotski (arribant fins i tot a trucar fotografies originals a fi de fer-lo desaparèixer, per exemple, del lloc que ocupava junt amb Lenin mentre aquest pronunciava un discurs), acusant-lo de traïdor.
D'altra banda, Trotski començaria un autèntic pelegrinatge per diferents països des dels quals poguera expressar públicament les seues crítiques a la figura d'Stalin.

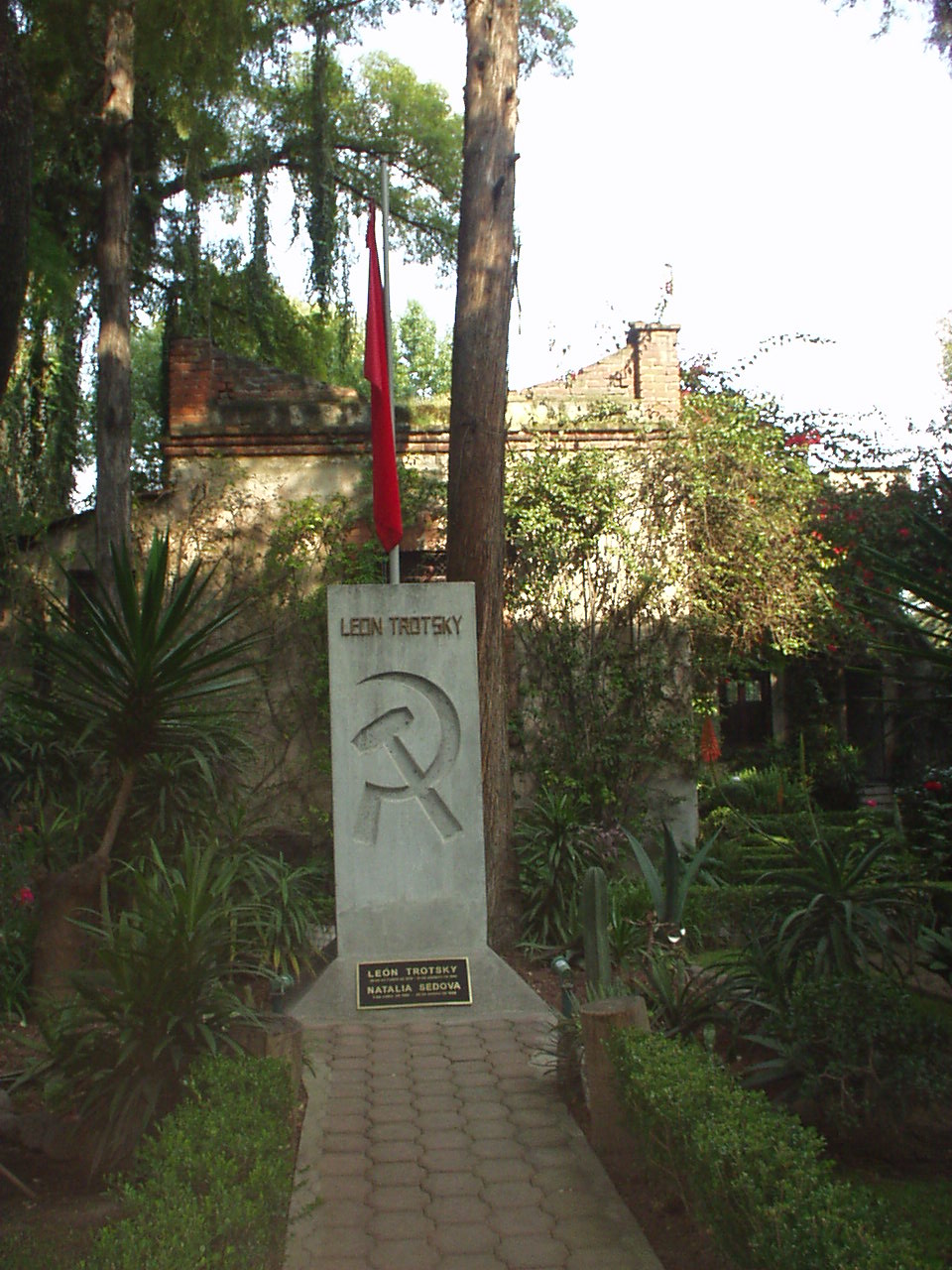
Tomba de Trotski a Ciutat de Mèxic

Finalment, Lev Trotski arriba a Mèxic, després d'una sèrie de gestions realitzades principalment pel pintor mexicà Diego Rivera davant del president Lázaro Cárdenas del Río, qui, el 1938, li concedix l'asil polític. A la seua arribada, Trotski va ser rebut al port de Tampico per Frida Kahlo, esposa de Rivera, i transportat cap a la ciutat de Mèxic a bord del tren presidencial. Va viure a la "Casa Blava", domicili de Frida i Diego a Coyoacán, fins a la ruptura política amb aquest últim, que es va donar el 1939. En eix any, va canviar la seua residència al carrer de Viena, també a Coyoacán, on va viure fins al dia de la seua mort. En eixa casa, Trotsky va patir dos atemptats, el primer d'aquests ocorregut al maig del 1940. Durant la matinada del dia de l'atemptat, un comando de 20 hòmens armats comandats pel pintor David Alfaro Siqueiros, va aconseguir penetrar a la casa amb la complicitat de Robert Sheldon Hart, un guardaespatlles de Trotski que era un doble agent. Els intrusos van disparar prop de 400 tirs amb armes de gros calibre. El mateix Siqueiros va disparar contra el llit on dormien Trotski i la seua esposa Natàlia Sedova, sense aconseguir assassinar-los, perquè van aconseguir escudar-se junt amb una paret, al costat del llit. Els guàrdies de Trotski van repel·lir els intrusos i estos van haver de fugir sense aconseguir la seua comesa. Uns mesos més tard, el 20 d'agost del 1940, Trotski va patir un segon atemptat en eixa mateixa casa, que li costaria la vida. L'agent de la NKVD soviètica Ramon Mercader, conegut amb l'àlies de Jacques Mornard, va entrar a l'habitatge amb enganys i va clavar violentament un piolet al cap de Lev Trotski, qui confiadament assegut al seu escriptori, llegia un escrit que aquest home li havia donat. Trotski va morir l'endemà en un hospital de la Cruz Verde, a la Ciutat de Mèxic. Cal assenyalar que, a les seues exèquies, van assistir prop de tres-centes mil persones, en una ciutat que, en aquell moment, amb prou feines tenia uns quatre milions d'habitants.
Durant els seus anys d'exili, Trotski escriuria diversos assajos: l'autobiografia La meua vida, Història de la Revolució russa, La revolució traïda, Stalin i articles sobre temes d'actualitat (estalinisme, nazisme, feixisme, la Guerra Civil Espanyola). Des del seu exili, també encapçalaria l'oposició comunista dissident, que formaria la IV Internacional el 1938.

## Mort
Ióssif Stalin havia donat l'ordre d'assassinar Trotski, i Jotov, encarregat de les operacions contra aquest a Mèxic, es va valdre de dos comunistes catalans, Caridad del Río i Ramon Mercader (mare i fill), per a dur a terme el pla. Encara que el palauet en què vivia estava fortament custodiat, Ramon Mercader va aconseguir infiltrar-se en el seu cercle guanyant-se la confiança d'una de les secretàries de Trotski, Silvia Ageloff. Amb el pretext que llegís un escrit seu, Mercader es va acostar a Trotski i, mentre aquest llegia, li va clavar un piolet al cap. En sentir el seu crit, que ressonà per tota la casa, els seus custodis hi acudiren ràpidament. Malgrat això, ja no s'hi va poder fer res i Trotski va morir un dia més tard en un hospital de Ciutat de Mèxic. Mercader va passar vint anys a la presó per aquest crim. A la seva eixida de presó, i de pas en la seva ruta cap a l'URSS, Mercader seria rebut amb honors en la Cuba revolucionària.